# Гневиц
Гневиц (њем. Gnewitz) општина је у њемачкој савезној држави Мекленбург-Западна Померанија. Једно је од 59 општинских средишта округа Бад Доберан. Према процјени из 2010. у општини је живјело 222 становника. Посједује регионалну шифру (AGS) 13051021.

## Географски и демографски подаци
Гневиц се налази у савезној држави Мекленбург-Западна Померанија у округу Бад Доберан. Општина се налази на надморској висини од 38 метара. Површина општине износи 10,1 km². У самом мјесту је, према процјени из 2010. године, живјело 222 становника. Просјечна густина становништва износи 22 становника/km².